# Pietro Grosso
Pietro Grosso (23. prosinec 1923, Roncade, Italské království – 3. říjen 1957, Roncade, Itálie) byl italský fotbalový záložník. Zemřel ve věku 33 let na následky autonehody v roce 1957.
Fotbalovou kariéru začal v Trevisu. V roce 1946 odešel do Vicenzi. Zde hrál dvě solidní sezony. Všiml si jej klub Triestina a nabídl mu angažmá. Odehrál za ní 99 utkání a vstřelil jednu branku. I tak v roce 1951 přestoupil do AC Milán. Po jedné sezoně přestoupil do AS Řím. Po dvou odehraných sezonách odešel hrát do Turína. Zde po třech sezonách odešel do Brescie, kde stihl odehrát dva zápasy, protože zahynul na následky autonehody v roce 1957.
Za reprezentaci odehrál tři utkání.

## Hráčská statistika
| Sezóna  | Klub      | Liga    | Liga   | Liga | Ligové poháry | Ligové poháry | Ligové poháry | Kontinentální poháry | Kontinentální poháry | Kontinentální poháry | Celkem | Celkem |
| Sezóna  | Klub      | Soutěž  | Zápasy | Góly | Soutěž        | Zápasy        | Góly          | Soutěž               | Zápasy               | Góly                 | Zápasy | Góly   |
| ------- | --------- | ------- | ------ | ---- | ------------- | ------------- | ------------- | -------------------- | -------------------- | -------------------- | ------ | ------ |
| 1946/47 | Vicenza   | Serie A | 34     | 0    | -             | 0             | 0             | -                    | 0                    | 0                    | 34     | 0      |
| 1947/48 | Vicenza   | Serie A | 36     | 1    | -             | 0             | 0             | -                    | 0                    | 0                    | 36     | 1      |
| 1948/49 | Triestina | Serie A | 32     | 1    | -             | 0             | 0             | -                    | 0                    | 0                    | 32     | 1      |
| 1949/50 | Triestina | Serie A | 35     | 0    | -             | 0             | 0             | -                    | 0                    | 0                    | 35     | 0      |
| 1950/51 | Triestina | Serie A | 32     | 0    | -             | 0             | 0             | -                    | 0                    | 0                    | 32     | 0      |
| 1951/52 | Milán     | Serie A | 32     | 0    | -             | 0             | 0             | -                    | 0                    | 0                    | 32     | 0      |
| 1952/53 | Řím       | Serie A | 26     | 0    | -             | 0             | 0             | -                    | 0                    | 0                    | 26     | 0      |
| 1953/54 | Řím       | Serie A | 23     | 0    | -             | 0             | 0             | -                    | 0                    | 0                    | 23     | 0      |
| 1954/55 | Turín     | Serie A | 26     | 0    | -             | 0             | 0             | -                    | 0                    | 0                    | 26     | 0      |
| 1955/56 | Turín     | Serie A | 29     | 0    | -             | 0             | 0             | -                    | 0                    | 0                    | 29     | 0      |
| 1956/57 | Turín     | Serie A | 25     | 0    | -             | 0             | 0             | -                    | 0                    | 0                    | 25     | 0      |
| 1957/58 | Brescia   | Serie B | 2      | 0    | -             | 0             | 0             | -                    | 0                    | 0                    | 2      | 0      |
| Celkově | Celkově   | Celkově | 332    | 2    | -             | 0             | 0             | -                    | 0                    | 0                    | 332    | 2      |

## Hráčské úspěchy

### Reprezentační
- 1× na MP (1948–1953)